# Michael Wherley
Michael Wherley (Southampton, 15 de marzo de 1972) es un deportista estadounidense que compitió en remo.
Ganó cinco medallas en el Campeonato Mundial de Remo entre los años 1997 y 2003. Participó en dos Juegos Olímpicos de Verano, ocupando el quinto lugar en Sídney 2000 y el décimo en Atenas 2004, en la prueba de cuatro sin timonel.

## Palmarés internacional
| Campeonato Mundial | Campeonato Mundial      | Campeonato Mundial | Campeonato Mundial |
| Año                | Lugar                   | Medalla            | Prueba             |
| ------------------ | ----------------------- | ------------------ | ------------------ |
| 1997               | Aiguebelette (Francia)  | Medalla de oro     | Ocho con timonel   |
| 1998               | Colonia (Alemania)      | Medalla de oro     | Ocho con timonel   |
| 1999               | St. Catharines (Canadá) | Medalla de oro     | Ocho con timonel   |
| 2002               | Sevilla (España)        | Medalla de bronce  | Ocho con timonel   |
| 2003               | Milán (Italia)          | Medalla de plata   | Ocho con timonel   |